# Труженик (Тверская область)
Труженик — посёлок в Максатихинском районе Тверской области. Входит в состав Труженицкого сельского поселения и является центром муниципального образования.
Расположен в 27 км к северо-западу от районного центра посёлка Максатиха.
Население по переписи 2002 — 284 человека.

## История
За все время своего существования поселение имело несколько названий: село Теребень, деревня Слобода и, наконец, посёлок Труженик. Населённый пункт непосредственно связан с Николо-Теребенской пустынью. Согласно писцовым книгам, место, где находится поселение, в 1492 году принадлежало помещику Михаилу Обуткову.
Во второй половине XIX — начале XX века этот населённый пункт относился к Столоповской волости Вышневолоцкого уезда Тверской губернии. В 1859 году в деревне Слобода было 19 дворов, 170 жителей, в 1886 году — 48 дворов, 217 жителей, была мелочная лавка, промыслы: кузнецы, маляры, портные. По переписи 1920 года — 54 двора, 315 жителей.
В середине XIX века относилась к Спас-Забережскому приходу Столоповской волости Вышневолоцкого уезда.
В 1930-40-е годы деревня входила в колхоз «Светлый путь», а после 1946 года — совхоз «Труженик».

## Достопримечательности

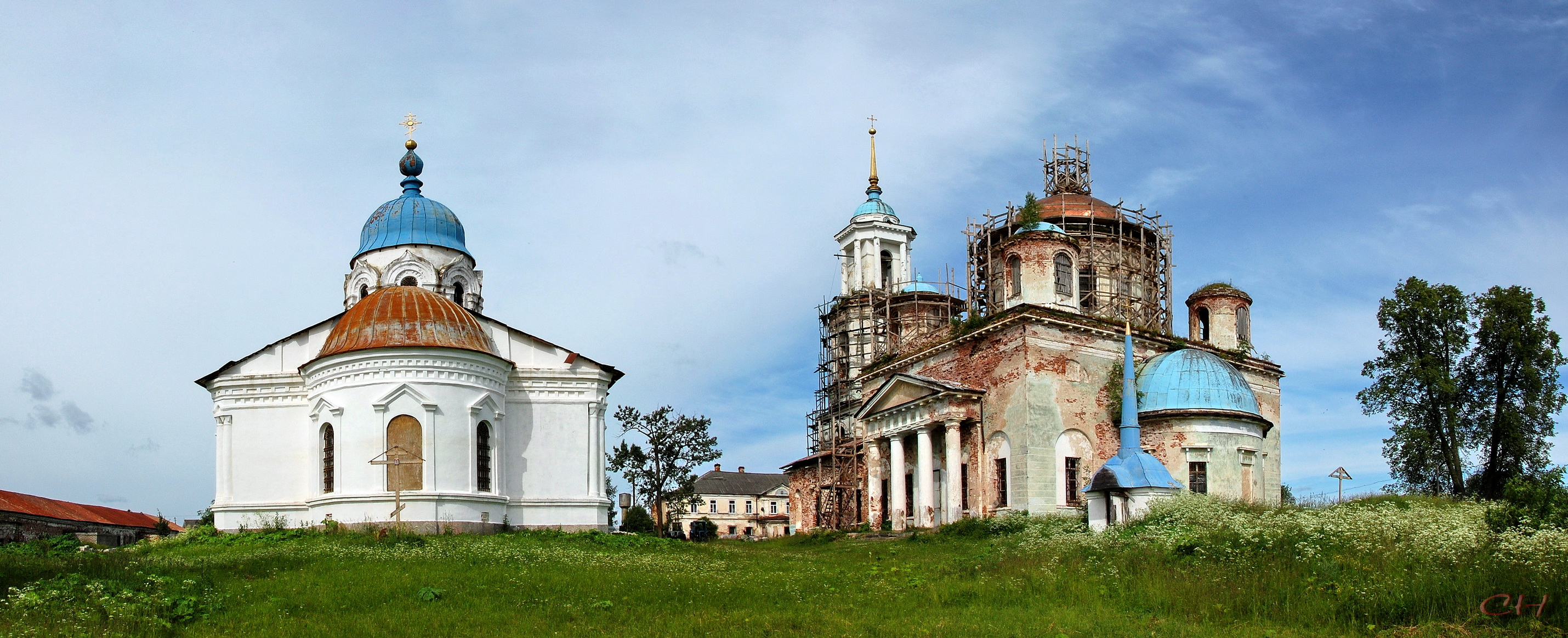
Вид на монастырь

- Николо-Теребенская пустынь